# Glenville (Minnesota)
Glenville is een plaats (city) in de Amerikaanse staat Minnesota, en valt bestuurlijk gezien onder Freeborn County.

## Demografie
Bij de volkstelling in 2000 werd het aantal inwoners vastgesteld op 720.
In 2006 is het aantal inwoners door het United States Census Bureau geschat op 695, een daling van 25 (-3.5%).

## Geografie
Volgens het United States Census Bureau beslaat de plaats een oppervlakte van
5,7 km², waarvan 5,6 km² land en 0,1 km² water. Glenville ligt op ongeveer 389 m boven zeeniveau.

## Plaatsen in de nabije omgeving
De onderstaande figuur toont nabijgelegen plaatsen in een straal van 16 km rond Glenville.